# 동로마 황제
동로마 황제 또는 비잔티움 황제는 동로마 제국의 국가원수로, 공식 칭호는 로마인의 황제 및 전제자(중세 그리스어: βασιλεὺς καὶ αὐτοκράτωρ Ῥωμαίων)이다. 동로마 제국은 로마 제국과 동일한 국가이며, 헤라클리우스 황제 이전에는 기존 로마 황제와 동일하게 아우구스투스 및 임페라토르와 같은 라틴식 칭호들을 사용하였으나 이후부터는 각각 바실레프스 및 아프토크라토르와 같은 그리스식 칭호를 대신 사용하였다.
다음은 역대 동로마 황제의 목록이다.

## 최종 분할 통치이전

### 콘스탄티누스 왕조(306-363)
- 콘스탄티누스 1세 (Gaius Flavius Valerius Aurelius Constantinus; 272 - 337, 재위 : 306 - 337) – 콘스탄티우스 클로루스의 아들, 제국을 분할하여 후계자들에게 넘기다.
- 콘스탄티누스 2세-콘스탄티누스 1세의 장남
- 콘스탄티우스 2세 (Flavius Iulius Constantius; 317 - 361, 재위 : 337 - 361) – 콘스탄티누스 1세의 차남
- 콘스탄스 1세(Flavius Julius Constans, 320년 - 350년)-콘스탄티누스 1세의 막내아들
- 율리아누스 (Flavius Claudius Iulianus; 331 - 363, 재위 : 361 - 363) – 콘스탄티누스 1세의 조카, 콘스탄티누스 1세의 이복동생인 율리우스 콘스탄티우스의 아들

### 특정 왕조 없음(363-364)
- 요비아누스 (Iovianus; 332 - 364, 재위 : 363 - 364) – 군인

### 발렌티니아누스 왕조(364-383)
- 발렌티니아누스 1세 (Flavius Valentinianus; 321 - 375, 재위 :  364-375 서방 통치) – 군인 출신; 제위를 동생에게 넘김
- 발렌스 (Flavius Iulius Valens; 328 - 378, 재위 : 364 - 378) – 발렌티니아누스 1세의 동생
- 그라티아누스 (Flavius Gratianus; 359 - 383, 재위 : 375 - 383 서방통치) – 발렌티니아누스 1세의 아들; 숙부 발렌스의 동로마 제위를 테오도시우스에게 넘김

## 테오도시우스 왕조(379~457)
- 테오도시우스 1세 (Flavius Theodosius) (379년 - 395년)
- 아르카디우스(Flavius Arcadius, 395년 ~408년)
- 테오도시우스 2세(Flavius Theodosius, 408년 ~ 450년)
- 마르키아누스(Flavius Marcianus, 450년 - 457년)

## 레오 왕조(457~518)
- 레오 1세 트라키아인 (Flavius Valerius Leo; 401-474, 재위 : 457 - 474) – 군인
- 레오 2세 (Flavius Leo; 467 - 474, 재위 : 474) – 레오 1세의 손자, 제논의 아들
- 제논 (Flavius Zeno; 425 - 491, 재위 : 474 - 475) – 레오 1세의 사위; 원래 이사우리아 출신
- 바실리스쿠스 (Flavius Basiliscus; ? - c. 477, 재위 : 475 - 476) – 제위 찬탈자 ; 레오 1세의 처남
- 제논 (Flavius Zeno; 재위 : 476 - 491) – 복위됨
- 아나스타시우스 1세 (Flavius Anastasius;430 - 518, 재위 : 491 - 518) – 황실 시종장 출신; 레오 1세의 사위, 제논의 미망인인 아리아드네 황후에 의해 황제로 승격함

## 유스티니아누스 왕조(518-602)
- 유스티누스 1세 (Flavius Iustinius; 450 - 527, 재위 : 518 - 527) – 황실 경비대장
- 유스티니아누스 1세 (Flavius Petrus Sabbatius Iustinianus;  482 - 565, 재위 : 527 - 565) – 유스티누스 1세의 조카이자 양자; 하기아 소피아를 건설하다; 로마법을 집대성함; 수많은 서방 영토를 회복하다; 동방정교회의 발전에 힘쓰다.
- 유스티누스 2세 (Flavius Iustinius Iunior; 520 - 578, 재위 : 565 - 578) – 유스티니아누스의 조카
- 티베리우스 2세 콘스탄티누스 (Flavius Tiberius Constantinus; 540 - 582, 재위 : 574, 578 - 582) – 콤메스 에스큐비트리스(Comes Excubitris); 유스티누스 2세의 양자
- 마우리키우스 (Flavius Mauricius Tiberius; 539 - 602, 재위 : 582 - 602) – 티베리우스 2세의 사위

## 특정 왕조 없음(602-610)
- 포카스 (Flavius Phocas; ? - 610, 재위 : 602 - 610) – 발칸 군대의 지휘관으로 마우리키우스에 반기를 들어 제위를 찬탈함

## 이라클리오스 왕조(610-711)
- 이라클리오스 (Ηράκλειος) (575 - 641, 재위 : 610 - 641) – 제위 찬탈; 아르메니아 혈통인 카르타고 총독의 아들. 사산조 페르시아와의 전쟁에서 승리했으나 이슬람의 팽창으로 팔레스타인과 이집트를 잃음; 그리스어를 공용어로 결정함.
- 콘스탄티노스 3세 (이라클리오스 콘스탄티노스) (Κωνσταντίνος Γ') (612 - 641, 재위 : 641) – 헤라클리우스의 아들; 헤라클로나스와 공동통치
- 헤라클로나스 (콘스탄티노스 헤라클리우스) (Ηρακλωνάς) (626 - 641?, 재위 : 641) – 헤라클리우스의 아들; 신체 절단 후 폐위됨
- 콘스타스 2세 포고나투스 (Πωγωνάτος, 털복숭이) (Κώνστας Β') (630 - 668, 재위 : 641 - 668) – 콘스탄티누스 3세의 아들; 궁정에서 암살됨
- 콘스탄티노스 4세 (Κωνσταντίνος Δ') (649 - 685, 재위 : 668 - 685) – 콘스탄스 2세의 아들
- 유스티니아노스 2세 리노트메투스 (Ιουστινιανός Β' ο Ρινότμητος) (668 - 711, 재위 : 685 - 695) – 콘스탄티누스 4세의 아들; 코와 혀가 잘리고 폐위당해 추방됨
- 레온티오스 (Λεόντιος) (재위 : 695 - 698) – 제위 찬탈; 스트라테고스; 코가 잘린 후 폐위, 투옥되었다가 나중에 처형됨
- 티베리오스 3세 (Τιβέριος Γ' ο Αψίμαρος) (재위 : 698 - 705) – 제위찬탈; 아프시마르(Apsimar)라는 이름의 게르만족; 폐위, 처형됨
- 유스티니아노스 2세 리노트메투스 (Ιουστινιανός Β' ο Ρινότμητος) (재위 : 705 - 711) – 복위되었다가 폐위, 처형됨

## 특정 왕조 없음(711-717)
- 필리피코스 바르다네스 (Φιλιππικός Βαρδάνης) (재위 : 711 - 713) – 아르메니아 출신; 눈이 뽑힌 후, 폐위
- 아나스타시오스 2세 (Αναστάσιος Β') ( ? - 721, 재위 : 713 - 715) – 필리피코스의 궁정비서 출신; 폐위되어 수도원이 들어감; 나중에 반란을 일으켰으나 처형당함
- 테오도시오스 3세 (Θεοδόσιος Γ') (재위 : 715 - 717) – 징세관; 제위에서 물러나 수도원에 들어감

## 이사우리아 왕조(717-802)
- 레오 3세 이사우리아인 (Λέων Γ' ο Ίσαυρος) (675 - 741, 재위 : 717 - 741) – 스트라테고스
- 콘스탄티노스 5세 코프로니무스 (Κωνσταντίνος Ε' ο Κοπρώνυμος ή Καβαλίνος) (718 - 775, 재위 : 741) – 레온 3세의 아들;폐위됨
- 아르타바스도스 (Αρτάβασδος ο Εικονόφιλος) (재위 : 741 - 743) – 레오 3세의 사위
- 콘스탄티누스 5세 코프로니무스 (Κωνσταντίνος Ε' ο Κοπρώνυμος ή Καβαλίνος) (재위 : 743 - 775) – 복위됨
- 레온 4세 (Λέων Δ' o Χαζάρος) (750 - 780, 재위 : 775 - 780) – 콘스탄티노스 5세의 아들
- 콘스탄티노스 6세 (Κωνσταντίνος ΣΤ') (771 - 797 or 805, 재위 : 780 - 797) – 레온 4세의 아들; 어머니 이리니에게 눈이 뽑힘
- 이리니 (Ειρήνη η Αθηναία) (755 - 803, 재위 : 797 - 802) – 레온 4세 아내이자 콘스탄티노스 6세의 어머니; 폐위되어 레스보스 섬에 유배됨

## 니키포로스 왕조(802-813)
- 니키포로스 1세 (Νικηφόρος Α') ( ? - 811, 재위 : 802 - 811) – 궁정 재무 대신; 불가르족과의 전투에서 전사함, 해골은 불가르족 칸 크룸의 술잔으로 사용되다
- 스타우라키오스 (Σταυράκιος Φωκάς) ( ? - 812, 재위 : 811) – 니키포로스 1세의 아들; 불가르족 크룸과의 전투에서 부상으로 결국 죽다.
- 미하일 1세 랑가베 (Μιχαήλ Α' Ραγκαβής) (재위 : 811 - 813) – 니키포로스 1세의 사위, 궁정의 장관; 스스로 제위에서 내려와 수도원에 들어감

## 특정 왕조 없음(813-820)
- 레온 5세 (Λέων Ε' ο Αρμένιος) (775 - 820, 재위 : 813 - 820) – 스트라테고스(Strategos) 출신; 암살됨

## 아모리아 왕조(820-867)
- 미하일 2세 (Μιχαήλ Β' ο Τραυλός ή Ψελλός) (770 - 829, 재위 : 820 - 829) – 스트라테고스 출신, 콘스탄티노스 6세의 사위
- 테오필로스 (Θεόφιλος) (813 - 842, 재위 : 829 - 842) – 미카일 2세의 아들
  - 테오도라 (Θεοδώρα) (재위 : 842 - 855) – 테오필루스의 황후; 여제이자 미카일 3세의 섭정; 폐위되어 수도원에 들어감
- 미하일 3세 (Μιχαήλ Γ' ο Μέθυσος) (840 - 867, 재위 : 842 - 867) – 테오필로스의 아들; 암살당함

## 마케도니아 왕조(867-1056)
- 바실리오스 1세 (Βασίλειος Α') (811 - 886, 재위 : 867 - 886) - 미하일 3세의 궁정신하 출신; 사고사
- 레온 6세 (Λέων ΣΤ' ο Σοφός) (866 - 912, 재위 : 886 - 912) – 바실리오스 1세 또는 미하일 3세의 아들일 수도 있음
- 알렉산드로스 (Αλέξανδρος Γ' του Βυζαντίου) (870 - 913, 재위 : 912 - 913) – 바실리오스 1세의 아들; 조카의 섭정
- 콘스탄티노스 7세 (Κωνσταντίνος Ζ' ο Πορφυρογέννητος) (905-959, 재위 : 913 - 959) – 레온 6세의 아들
  - 로마노스 1세 (Ρωμανός Α' ο Λεκαπηνός) (870 - 948, 재위 : 919 - 944) – 콘스탄티노스 7세의 장인이자 사위와 공동 황제; 아들에 의해 폐위되어 수도원에 들어감
- 로마노스 2세 (Ρωμανός Β' ο Πορφυρογέννητος) (939 - 963, 재위 : 959 - 963) – 콘스탄티노스 7세의 아들
- 니키포로스 2세 포카스 (Νικηφόρος Β' Φωκάς) (912 - 969, 재위 : 963 - 969) – 스트라테고스 (Strategos),; 로마노스 2세의 황후와 결혼; 바실리오스 2세의 섭정; 암살당함
- 요안니스 1세 치미스키스 (Ιωάννης Α' Κουρκούας ο Τσιμισκής) (925 - 976, 재위 : 969 - 976) – 로마노스 2세의 매제; 니케포루스 황후의 연인이었으나 결혼이 금지당함; 바실리오스의 섭정
- 바실리오스 2세 불가록토노스 (Βασίλειος Β' ο Βουλγαροκτόνος) (958 - 1025, 재위 : 976 - 1025) – ‘불가르족의 학살자’; 로마노스 2세의 아들
- 콘스탄티노스 8세 (Κωνσταντίνος Η')(960-1028, 재위 : 1025 - 1028) – 로마노스 2세의 아들; 형 바실리오스 2세와 공동 황제
- 로마노스 3세 아르기루스 (Ρωμανός Γ' ο Αργυρός) (968 - 1034, 재위 : 1028 - 1034) – 콘스탄티노폴리스 총독; 조이의 첫 남편으로 콘스탄티노스 8세에 의해 발탁됨; 살해됨
- 미카일 4세 파플라고니아인 (Μιχαήλ Δ' ο Παφλαγών) (1010 - 1041, 재위 : 1034 - 1041) – 조이의 두 번째 남편
- 미카일 5세 칼라파테스(Μιχαήλ Ε' ο Καλαφάτης) (1015 - 1042, 재위 : 1041 - 1042) – 미카일 4세의 조카, 조이의 양자
  - 조이 (Ζωή) (978 - 1050, 재위 : 1042) – 콘스탄티노스 8세의 둘째딸, 1028년부터 황후의 지위, 동생 테오도라와 공동 여제
  - 테오도라 (Θεοδώρα) (980 - 1056, 재위 : 1042) – 콘스탄티노스 8세의 셋째딸; 언니 조이와 공동 여제
- 콘스탄티노스 9세 모노마쿠스 (Κωνσταντίνος Θ' ο Μονομάχος) (1000 - 1055, 재위 : 1042 - 1055) – 조이의 세 번째 남편
- 테오도라 (Θεοδώρα) (재위 : 1055 - 1056) – 복위됨

## 특정 왕조 없음(1056-1059)
- 미카일 6세 (Μιχαήλ ΣΤ' ο Στρατιωτικός) (? - ?, 재위기간:1056 - 1057) – 테오도라가 후계자로 낙점; 폐위됨
- 이사키우스 1세 콤네노스 (Ισαάκιος Α' ο Κομνηνός) (1007 경 - 1060, 재위 : 1057 - 1059) – 장군출신, 반란으로 즉위; 병으로 제위를 사양하고 수도원에 들어감

## 두카스 왕조(1059-1081)
- 콘스탄티노스 10세 (Κωνσταντίνος Ι' ο Δούκας) (1006 - 1067, 재위 : 1059 - 1067) – 미카일 프셀로스의 영향으로 황제로 선택됨
- 로마노스 4세 (Ρωμανός Δ' Διογένης) (1032 - 1072, 재위 : 1068 - 1071) – 콘스탄티노스 10세의 미망인과 결혼; 공동 황제, 폐위되어 맹인이 되어 죽음
- 미카일 7세 (Μιχαήλ Ζ' Δούκας Παραπινάκης) (1050 - 1090, 재위 : 1071 - 1078) – 콘스탄티누스 10세의 아들, 원래 두 형제와 로마노스와 공동 황제였음; 폐위되어 수도원에 들어감
- 니케포로스 3세 (Νικηφόρος Γ' Βοτανειάτης) (1001 - 1081, 재위 : 1078 - 1081) – 스트라테고스(Strategos), 미카일 7세의 아내와 중혼; 폐위되어 강제로 수도원에 들어감

## 콤네노스 왕조(1081-1185)
- 알렉시우스 1세 콤네누스 (Αλέξιος Α' Κομνηνός) (1057 - 1118, 재위 : 1081 - 1118) – 이사아키우스 1세의 조카; 콘스탄티누스 10세의 손조카와 결혼
- 요한네스 2세 콤네누스 (Ιωάννης Β' Κομνηνός o Καλός) (1087 - 1143, 재위 : 1118 - 1143) – 알렉시우스 1세의 아들; 사냥에서 사고로 죽음
- 마누엘 1세 콤네노스 (Μανουήλ Α' Κομνηνός ο Μέγας) (1118 - 1180, 재위 : 1143 - 1180) – 요한네스 2세의 아들
- 알렉시우스 2세 콤네노스 (Αλέξιος B' Κομνηνός) (1169 - 1183, 재위 : 1180 - 1183) – 마누엘 1세의 아들
- 안드로니쿠스 1세 콤네노스 (Ανδρόνικος Α' Κομνηνός) (1118 - 1185, 재위 : 1183 - 1185) – 요한네스 2세의 조카; 알렉시우스 2세의 미망인과 결혼; 폐위되고 고문당한 후 처형됨; 트라페주스 제국의 콤네누스 가계의 원조

## 앙겔로스 왕조(1185-1204)
- 이사키우스 2세 앙겔로스 (Ισαάκιος Β' Άγγελος) (1156 - 1204, 재위 : 1185 - 1195) – 알렉시우스 1세의 증손자; 폐위되고 실명당함
- 알렉시우스 3세 앙겔로스 (Αλέξιος Γ' Άγγελος) (1153 - 1211, 재위 : 1195 - 1203) – 이사키우스 2세의 형; 제4차 십자군으로 폐위되어 강제로 수도원에 감
- 이사키우스 2세 앙겔로스 (Ισαάκιος Β' Άγγελος) (두 번째 재위: 1203 - 1204) – 제4차 십자군으로 복위; 알렉시우스 5세에 의해 폐위
  - 알렉시우스 4세 앙겔로스 (Αλέξιος Δ' Άγγελος) (1182 - 1204, 재위 : 1203 - 1204) – 이사키우스 2세의 아들로 아버지와 공동 황제; 알렉시우스 5세에 의해 폐위되어 살해당함
- 알렉시우스 5세 무르주플루스 (Αλέξιος Ε' Δούκας ο Μούρτζουφλος) (1140 - 1204, 재위 : 1204) – 제위 찬탈; 알렉시우스 3세의 사위

## 라스카리스 왕조(니케아 제국, 1204-1261)
- 콘스탄티누스 라스카리스 (1204년) – 공식적인 즉위는 없었음
- 테오도루스 1세 라스카리스 (Θεόδωρος Α' Λάσκαρης) (1174 - 1222, 재위 : 1204 - 1222) – 알렉시우스 3세의 사위
- 요한네스 3세 두카스 바타체스 (Ιωάννης Γ' Δούκας Βατάτζης) (1192 - 1254, 재위 : 1222 - 1254) –  테오도루스 1세의 사위; 간질환자
- 테오도루스 2세 두카스 라스카리스 (Θεόδωρος Β' Δούκας Λάσκαρης) (1221 - 1258, 재위 : 1254 - 1258) – 요한네스 3세의 아들
- 요한네스 4세 두카스 라스카리스 (Ιωάννης Δ' Δούκας Λάσκαρης) (1250 - 1305, 재위 : 1258 - 1261) – 테오도루스 2세의 아들, 미카일 8세에 의해 폐위되어 실명당하고 감옥에 갇힘

## 팔레올로고스 왕조(콘스탄티노폴리스회복, 1259-1453)
- 미카일 8세 팔레올로고스 (Μιχαήλ Η' Παλαιολόγος) (1224 - 1282, 재위 : 1259 - 1282) – 스트라테고스(Strategos); 요안니스 4세의 섭정; 알렉시우스 3세의 증손자
- 안드로니쿠스 2세 팔레올로고스 (Ανδρόνικος Β' ο Γέρος) (1258 - 1332, 재위 : 1282 - 1328) – 미카일 8세의 아들; 제위에서 물러남
  - 미카일 9세 팔레올로고스(재위 1281 - 1320)-안드로니쿠스 2세의 아들.공동 황제.
- 안드로니쿠스 3세 팔레올로고스  (Ανδρόνικος Γ' Παλαιολόγος ο Νέος) (1297 - 1341, 재위 : 1328 - 1341) – 안드로니쿠스 2세의 손자
- 요안니스 5세 팔레올로고스 (Ιωάννης Ε' Παλαιολόγος) (1332 - 1391, 재위 : 1341 - 1347) – 안드로니쿠스 3세의 아들, 요안니스 6세에게 폐위 당함
- 요안니스 6세 칸타쿠지노스 (Ιωάννης Στ' Καντακουζηνός) (1295 - 1383, 재위 : 1347 - 1354) – 요안니스 5세의 장인; 폐위되어 수도원에 들어감
- 요안니스 5세 팔레올로고스 (Ιωάννης Ε' Παλαιολόγος) 재위 : 1354 - 1376) – 복위됨; 안드로니쿠스 4세에 의해 폐위
- 마타이오스 칸타쿠지노스 (Ματθαίος Ασάνης Καντακουζηνός) (재위: 1353 – 1357) – 요안니스 5세 팔레올로고스와 공동 황제; 이레네 팔라이올로기나의 남편.
- 안드로니쿠스 4세 팔레올로고스 (Ανδρόνικος Δ' Παλαιολόγος) (1348 - 1385, 재위 : 1376 - 1379) – 요안니스 5세의 아들; 반란 끝에 한쪽 눈을 실명당함; 나중에 반란에 성공했다가 다시 폐위; 세 번째 반란을 일으킴
- 요안니스 7세 팔레올로고스 (Ιωάννης Ζ' Παλαιολόγος) (1370-1408, 공동 황제 1376-1379), deposed
- 요안니스 5세 팔레올로고스 (Ιωάννης Ε' Παλαιολόγος) (Ιωάννης Ε' Παλαιολόγος) (재위 : 1379 - 1390) – 복위되었다가 다시 폐위
- 요안니스 7세 팔레올로고스 (Ιωάννης Ζ' Παλαιολόγος) (재위 : 1390)
- 요안니스 5세 팔레올로고스 (Ιωάννης Ε' Παλαιολόγος) (재위 : 1390 - 1391) – 복위됨
- 마누엘 2세 팔레올로고스 (Μανουήλ Β' Παλαιολόγος) (1350 - 1425, 재위 : 1391 - 1425) – 요안니스 5세의 아들
- 요안니스 7세 팔레올로고스 (Ιωάννης Ζ' Παλαιολόγος) (섭정 1399 - 1402)
- 요안니스 8세 팔레올로고스 (Ιωάννης Η' Παλαιολόγος) (1392 - 1448, 재위 : 1425 - 1448) – 마누엘 2세의 아들. 공동 황제(재위 ? - 1425년)
- 콘스탄티누스 11세 팔레올로고스 드라가시스 (Κωνσταντίνος ΙΑ' Παλαιολόγος Δραγάσης) (1405 - 1453, 재위 : 1449 - 1453) – 마누엘 2세의 아들; 콘스탄티노폴리스에서 제위에 오르지 않았음; 콘스탄티노폴리스의 함락 때 전사함.

## 팔라이올로고스 왕조(망명 중)
- 토마스 팔라이올로고스 (Θωμάς Παλαιολόγος) (1409 or 10 - 1465) – 콘스탄티누스 11세의 동생; 로마에 망명 중 죽음
- 안드레아스 팔라이올로고스 (Ανδρέας Παλαιολόγος) (1453 - 1502) – 토마스의 아들; 교황 비오 2세에 의해 단독 왕국을 부여받음, 1494년 프랑스의 샤를 8세에게 황제의 지위를 팔았고 또 아라곤의 페르난도 2세와 카스티야의 이사벨 1세에게 유언으로 남겼다.

## 같이 보기
- 로마 황제 목록
- 동로마 제국
- 라틴 제국
- 트라페주스 제국